# Sphaerobelum turcosa
Sphaerobelum turcosa — вид двопарноногих багатоніжок родини Zephroniidae. Описаний у 2023 році.

## Назва
Назва виду turcosa перекладається з латини як «бірюзовий».

## Поширення
Ендемік Таїланду.

## Опис
Вид можна чітко відрізнити від однорідних за зеленувато-блакитним кольором тіла, зовнішнім виглядом маски на фронтальній стороні грудного та анального щитків разом, коли вони згорнуті.